# 582
582 (DLXXXII) fue un año común comenzado en jueves del calendario juliano, en vigor en aquella fecha.

## Acontecimientos
- Al frente del ejército real, veterano de la guerra contra los vascones, el rey visigodo Leovigildo se dirige al fin al sur para sofocar la rebelión del príncipe Hermenegildo, su hijo. Este mismo año llega a Mérida y la conquista, recuperando la Lusitania, ya que Hermenegildo permanece en Sevilla.
- El obispo católico Masona de Mérida predica violentamente contra el arrianismo, tras ser infructuosamente (incluso con sobornos) tratado de convertir al arrianismo por el rey visigodo, que admira su personalidad. Leovigildo nombra a Sunna obispo arriano de Mérida y le otorga varias iglesias que los católicos habían arrebatado a los arrianos durante su dominio bajo Hermenegildo. Sunna solicita la iglesia de Santa Eulalia y el rey envía una comisión mayoritariamente arriana que decide, no obstante, otorgarla a los católicos. Posteriormente, Leovigildo llama a Toledo a Masona para tratar de nuevo de convencerle de que abjure. Al mantenerse firme le exige la entrega de la túnica milagrosa de Santa Eulalia para depositarla en una iglesia arriana. Masona se opone y Leovigildo le destierra nombrando en su lugar a Nepopis. Leovigildo afirma estar dispuesto a adorar a los mártires católicos, incluso en iglesias católicas, y admite que el Hijo es igual que el Padre, aunque continúa negándose a considerar la divinidad del Espíritu Santo, con lo cual se aparta de la ortodoxia arriana del concilio de Rímini, cayendo en la herejía del macedonismo. Esto parece indicar una necesidad de Leovigildo de atraer de algún modo bien a los católicos sublevados o a los arrianos que abjuran en número preocupante.
- Leovigildo envía a los hispanorromanos Florentius y Exuperius como embajadores a los reinos de los francos Childeberto de Austrasia y a Chilperico I de Neustria, con cuya hija Rigunthis proponen un matrimonio para el príncipe Recaredo.
- En invierno el ejército real visigodo entra en la Bética sin oposición, dirigiéndose a Sevilla. En una ciudad no determinada los ejércitos suevos, que habían acudido a socorrer a Hermenegildo, fueron sitiados por los visigodos y obligados a capitular y regresar a Galecia. El rey suevo Miro se retiró a Sevilla donde murió o bien volvió a Galecia con su ejército, muriendo poco después. Leovigildo conquista Osset (San Juan de Aznalfarache) frente a la capital bética y comienza el sitio de Sevilla. Mientras este se prolongaba, Leovigildo conquistó Itálica y reconstruyó sus murallas, causando una gran penalidad a los sitiados.
- Los suevos eligen a Eborico, hijo de Miro, como rey.
- Reinado de Flavio Mauricio Tiberio, que reorganiza el Imperio bizantino.

## Nacimientos
- 31 de agosto: Arnulfo de Metz, obispo y santo católico franco (f. en 640).

## Fallecimientos
- 5 de abril: Eutiquio de Constantinopla, patriarca ecuménico y santo venerado por católicos y ortodoxos (n. en 512).
- 14 de agosto: Tiberio II, emperador bizantino entre 578 y 582 (n. en 540)